# Otoplana maculata
Otoplana maculata är en plattmaskart som beskrevs av Steinböck 1931. Otoplana maculata ingår i släktet Otoplana och familjen Otoplanidae. Inga underarter finns listade i Catalogue of Life.